# Ascorhynchus serratus
Ascorhynchus serratus là một loài nhện biển trong họ Ascorhynchidae. Loài này thuộc chi Ascorhynchus. Ascorhynchus serratus được miêu tả khoa học năm 1948 bởi Hedgpeth.